# Bulgária az 1960. évi nyári olimpiai játékokon
Bulgária az olaszországi Rómában megrendezett 1960. évi nyári olimpiai játékok egyik részt vevő nemzete volt. Az országot az olimpián 12 sportágban 98 sportoló képviselte, akik összesen 7 érmet szereztek.

## Érmesek
| Érem  | Versenyző       | Sportág  | Versenyszám        |
| ----- | --------------- | -------- | ------------------ |
| Arany | Dimitar Dobrev  | Birkózás | Kötöttfogás, 79 kg |
| Ezüst | Krali Bimbalov  | Birkózás | Kötöttfogás, 87 kg |
| Ezüst | Nezsdet Zalev   | Birkózás | Szabadfogás, 57 kg |
| Ezüst | Sztancso Ivanov | Birkózás | Szabadfogás, 62 kg |
| Bronz | Dinko Petrov    | Birkózás | Kötöttfogás, 57 kg |
| Bronz | Enyu Valcsev    | Birkózás | Szabadfogás, 67 kg |
| Bronz | Velik Kapszazov | Torna    | Férfi gyűrű        |

## Atlétika
Férfi
| Versenyző         | Versenyszám | Előfutam | Előfutam | Negyeddöntő | Negyeddöntő | Elődöntő | Elődöntő | Döntő   | Döntő    |
| Versenyző         | Versenyszám | Idő      | Hely.    | Idő         | Hely.       | Idő      | Hely.    | Idő     | Helyezés |
| ----------------- | ----------- | -------- | -------- | ----------- | ----------- | -------- | -------- | ------- | -------- |
| Mikhail Bachvarov | 100 m       | 11,0     | 5.       | kiesett     | kiesett     | kiesett  | kiesett  | kiesett | kiesett  |
| Mikhail Bachvarov | 200 m       | 22,2     | 5.       | kiesett     | kiesett     | kiesett  | kiesett  | kiesett | kiesett  |

| Versenyző        | Versenyszám   | Selejtező | Selejtező | Döntő    | Döntő    |
| Versenyző        | Versenyszám   | Eredmény  | Helyezés  | Eredmény | Helyezés |
| ---------------- | ------------- | --------- | --------- | -------- | -------- |
| Dimitar Hlebarov | Rúdugrás      | 430 cm    | =12.      | 430 cm   | 11.      |
| Hriszto Hrisztov | Rúdugrás      | 440 cm    | =1.       | 440 cm   | 10.      |
| Dodyu Patarinski | Hármasugrás   | 15,37 m   | 19.       | kiesett  | kiesett  |
| Todor Artarski   | Diszkoszvetés | 53,33 m   | 11.       | 52,12 m  | 20.      |

Női
| Versenyző         | Versenyszám | Előfutam | Előfutam | Negyeddöntő | Negyeddöntő | Elődöntő | Elődöntő | Döntő   | Döntő    |
| Versenyző         | Versenyszám | Idő      | Hely.    | Idő         | Hely.       | Idő      | Hely.    | Idő     | Helyezés |
| ----------------- | ----------- | -------- | -------- | ----------- | ----------- | -------- | -------- | ------- | -------- |
| Sznezsana Kerkova | 100 m       | 12,6     | 4.       | 12,7        | 7.          | kiesett  | kiesett  | kiesett | kiesett  |
| Sznezsana Kerkova | 80 m gát    | 11,6     | 3.       |             | kiesett     | kiesett  | kiesett  | kiesett |          |

| Versenyző          | Versenyszám | Selejtező | Selejtező | Döntő    | Döntő    |
| Versenyző          | Versenyszám | Eredmény  | Helyezés  | Eredmény | Helyezés |
| ------------------ | ----------- | --------- | --------- | -------- | -------- |
| Tsvetanka Krasteva | Súlylökés   | 13,99 m   | 14.       | kiesett  | kiesett  |
| Lidiya Sharamovich | Súlylökés   | 14,09 m   | 13.       | kiesett  | kiesett  |

## Birkózás
Kötöttfogású
| Versenyző          | Versenyszám | 1. forduló                            | 1. forduló | 1. forduló | 2. forduló                    | 2. forduló | 2. forduló | 3. forduló                      | 3. forduló | 3. forduló | 4. forduló                          | 4. forduló | 4. forduló | 5. forduló                   | 5. forduló | 5. forduló | 6. forduló              | 6. forduló | 6. forduló | Döntő                               | Döntő   | Döntő   | Helyezés |
| Versenyző          | Versenyszám | Ellenfél Eredmény                     | Pont       | Hely.      | Ellenfél Eredmény             | Pont       | Hely.      | Ellenfél Eredmény               | Pont       | Hely.      | Ellenfél Eredmény                   | Pont       | Hely.      | Ellenfél Eredmény            | Pont       | Hely.      | Ellenfél Eredmény       | Pont       | Hely.      | Ellenfél Eredmény                   | Pont    | Hely.   | Helyezés |
| ------------------ | ----------- | ------------------------------------- | ---------- | ---------- | ----------------------------- | ---------- | ---------- | ------------------------------- | ---------- | ---------- | ----------------------------------- | ---------- | ---------- | ---------------------------- | ---------- | ---------- | ----------------------- | ---------- | ---------- | ----------------------------------- | ------- | ------- | -------- |
| Georgi Moskov      | 52 kg       | Takashi Hirata (JPN) · kétvállas      | 4          | =16.       | Friedrich Stange (EUA) · 1-3  | 5          | =12.       | Borivoj Vukov (YUG) · 3-1       | 8          | =12.       | kiesett                             | kiesett    | kiesett    |                              |            |            |                         |            |            | kiesett                             | kiesett | kiesett | 12.      |
| Dinko Petrov       | 57 kg       | François Schlechter (LUX) · kétvállas | 0          | =1.        | Orlando Gonçalves (POR) · 1-3 | 1          | =2.        | Edvin Vesterby (SWE) · 1-3      | 2          | =2.        | Jiří Švec (TCH) · 2-2               | 4          | =2.        | Yaşar Yılmaz (TUR) · 2-2     | 6          | 3.         |                         |            |            | kiesett                             | kiesett | kiesett |          |
| Spas Penev         | 62 kg       | Moustafa Hamil Mansour (RAU) · 3-1    | 3          | =15.       | Leif Freij (SWE) · 1-3        | 4          | =14.       | Gottlieb Neumair (EUA) · 1-3    | 5          | 10.        | Umberto Trippa (ITA) · 3-1          | 8          | =9.        | kiesett                      | kiesett    | kiesett    | kiesett                 | kiesett    | kiesett    | kiesett                             | kiesett | kiesett | 10.      |
| Dimitar Stoyanov   | 67 kg       | Ibrahim Awariki (LIB) · 1-3           | 1          | =3.        | Ernest Gondzik (POL) · 2-2    | 3          | =5.        | Erik Thomsen (DEN) · 1-3        | 4          | =3.        | Kyösti Lehtonen (FIN) · 1-3         | 5          | =4.        | Avtandil Koridse (URS) · 3-1 | 8          | 5.         |                         |            |            | kiesett                             | kiesett | kiesett | kizárták |
| Kiril Petkov       | 73 kg       | Valeriu Bularcă (ROU) · 2-2           | 2          | =14.       | Fritz Fivian (USA) · 1-3      | 3          | =8.        | Günter Maritschnigg (EUA) · 1-3 | 4          | =8.        | Hrihorij Hamarnik (URS) · kétvállas | 8          | =9.        | kiesett                      | kiesett    | kiesett    | kiesett                 | kiesett    | kiesett    | kiesett                             | kiesett | kiesett | 9.       |
| Dimitar Dobrev     | 79 kg       | Luís Caldas (POR) · kétvállas         | 0          | =1.        | Nikolay Chuchalov (URS) · 1-3 | 1          | =2.        | Leopold Israelsson (SWE) · 1-3  | 2          | =2.        | erőnyerő                            | 2          | =1.        | Ion Ţăranu (ROU) · 1-3       | 3          | 1.         | Kazım Ayvaz (TUR) · 1-3 | 4          | 1.         | erőnyerő                            | 4       | 1.      |          |
| Krali Bimbalov     | 87 kg       | Włodzimierz Smoliński (POL) · 1-3     | 1          | =4.        | Tevfik Kiş (TUR) · 2-2        | 3          | =6.        | Maurice Jacquel (FRA) · 1-3     | 4          | =4.        | Eugen Wiesberger, Jr. (AUT) · 1-3   | 5          | 5.         | erőnyerő                     | 5          | =1.        |                         |            |            | Piti Péter (HUN) · 1-3              | 6       | 2.      |          |
| Radoszlav Kaszabov | +87 kg      | Adelmo Bulgarelli (ITA) · 1-3         | 1          | =3.        | Kozma István (HUN) · 1-3      | 2          | =3.        | Lucjan Sosnowski (POL) · 2-2    | 4          | 4.         |                                     |            |            |                              |            |            |                         |            |            | Wilfried Dietrich (EUA) · kétvállas | 8       | 6.      | 6.       |

Szabadfogású
| Versenyző               | Versenyszám | 1. forduló                           | 1. forduló | 1. forduló | 2. forduló                           | 2. forduló | 2. forduló | 3. forduló                         | 3. forduló | 3. forduló | 4. forduló                           | 4. forduló | 4. forduló | 5. forduló                        | 5. forduló | 5. forduló | 6. forduló                      | 6. forduló | 6. forduló | Döntő                          | Döntő   | Döntő   | Helyezés |
| Versenyző               | Versenyszám | Ellenfél Eredmény                    | Pont       | Hely.      | Ellenfél Eredmény                    | Pont       | Hely.      | Ellenfél Eredmény                  | Pont       | Hely.      | Ellenfél Eredmény                    | Pont       | Hely.      | Ellenfél Eredmény                 | Pont       | Hely.      | Ellenfél Eredmény               | Pont       | Hely.      | Ellenfél Eredmény              | Pont    | Hely.   | Helyezés |
| ----------------------- | ----------- | ------------------------------------ | ---------- | ---------- | ------------------------------------ | ---------- | ---------- | ---------------------------------- | ---------- | ---------- | ------------------------------------ | ---------- | ---------- | --------------------------------- | ---------- | ---------- | ------------------------------- | ---------- | ---------- | ------------------------------ | ------- | ------- | -------- |
| Nikola Vasilev Dimitrov | 52 kg       | erőnyerő                             | 0          | =1.        | Din Nawab (PAK) · 3-1                | 3          | =7.        | Carlo Vitrano (ITA) · kétvállas    | 3          | =4.        | Macubara Maszajuki (JPN) · kétvállas | 7          | 7.         | kiesett                           | kiesett    | kiesett    | kiesett                         | kiesett    | kiesett    | kiesett                        | kiesett | kiesett | 7.       |
| Nezsdet Zalev           | 57 kg       | Geoffrey Jameson (AUS) · kétvállas   | 0          | =1.        | erőnyerő                             | 0          | =1.        | Tadashi Asai (JPN) · kétvállas     | 0          | 1.         | Luigi Chinazzo (ITA) · 1-3           | 1          | =1.        | Tadeusz Trojanowski (POL) · 1-3   | 2          | 1.         |                                 |            |            | Terrence McCann (USA) · 3-1    | 5       | 2.      |          |
| Sztancso Ivanov         | 62 kg       | Christian Luschnig (EUA) · kétvállas | 0          | =1.        | erőnyerő                             | 0          | =1.        | Georges Ballery (FRA) · 1-3        | 1          | =2.        | Abe Geldenhuys (RSA) · 1-3           | 2          | =1.        | Joseph Mewis (BEL) · kétvállas    | 2          | =1.        | Vlagyimir Rubasvili (URS) · 1-3 | 3          | 1.         | Mustafa Dağıstanlı (TUR) · 3-1 | 6       | 2.      |          |
| Enyu Valcsev            | 67 kg       | Horst Bergmann (EUA) · 1-3           | 1          | =4.        | Amir Jan Khalunder (AFG) · kétvállas | 1          | =1.        | Vlagyimir Szinyavszkij (URS) · 3-1 | 4          | =6.        | Hayrullah Şahinkaya (TUR) · 1-3      | 5          | =5.        | Moustafa Tajiki (IRI) · kétvállas | 5          | =2.        |                                 |            |            | Bong Uk-Won (KOR) · 1-3        | 6       | 3.      |          |
| Musa Kazanov            | 73 kg       | Yutaka Kaneko (JPN) · kétvállas      | 4          | =19.       | Joseph Feeney (IRL) · 1-3            | 5          | =15.       | Coenraad de Villiers (RSA) · 1-3   | 6          | =11.       | kiesett                              | kiesett    | kiesett    | kiesett                           | kiesett    | kiesett    |                                 |            |            | kiesett                        | kiesett | kiesett | 11.      |
| Prodan Gardzsev         | 79 kg       | Hollósi Géza (HUN) · 2-2             | 2          | =10.       | Hasan Güngör (TUR) · 3-1             | 5          | =13.       | Fred Thomas (NZL) · kétvállas      | 5          | =9.        | Takashi Nagai (JPN) · 1-3            | 6          | =5.        |                                   |            |            |                                 |            |            | kiesett                        | kiesett | kiesett | 5.       |
| Valcho Kostov           | 87 kg       | İsmet Atlı (TUR) · 3-1               | 3          | =11.       | Anatolij Albul (URS) · 3-1           | 6          | =13.       | kiesett                            | kiesett    | kiesett    | kiesett                              | kiesett    | kiesett    | kiesett                           | kiesett    | kiesett    |                                 |            |            | kiesett                        | kiesett | kiesett | 13.      |
| Ljutvi Ahmedov          | +87 kg      | Muhammad Nazir (PAK) · kétvállas     | 0          | =1.        | Hamit Kaplan (TUR) · 2-2             | 2          | =5.        | William Kerslake (USA) · 2-2       | 4          | =5.        | Reznák János (HUN) · 2-2             | 6          | =5.        | kiesett                           | kiesett    | kiesett    |                                 |            |            | kiesett                        | kiesett | kiesett | 5.       |

## Kajak-kenu
Férfi
| Versenyző                        | Versenyszám         | Előfutam | Előfutam | Vigaszág | Vigaszág | Elődöntő | Elődöntő | Döntő   | Döntő    |
| Versenyző                        | Versenyszám         | Idő      | Hely.    | Idő      | Hely.    | Idő      | Hely.    | Idő     | Helyezés |
| -------------------------------- | ------------------- | -------- | -------- | -------- | -------- | -------- | -------- | ------- | -------- |
| Ivan Simeonov Lyubomir Oresharov | Kajak kettes 1000 m | 3:49,88  | 6.       | 3:53,27  | 4.       | kiesett  | kiesett  | kiesett | kiesett  |
| Bogdan Ivanov                    | Kenu egyes 1000 m   | 4:47,65  | 2.       | erőnyerő | erőnyerő | 4:44,93  | 2.       | 4:42,52 | 8.       |
| Marin Gopov Toma Sokolov         | Kenu kettes 1000 m  | 4:39,68  | 6.       | 4:48,06  | 2.       |          |          | 4:31,52 | 6.       |

## Kerékpározás

### Országúti kerékpározás
| Versenyző                                                        | Versenyszám     | Idő             | Helyezés      |
| ---------------------------------------------------------------- | --------------- | --------------- | ------------- |
| Stoyan Georgiev Demirev                                          | Mezőnyverseny   | 4:25:44 (+5:07) | 52.           |
| Dimitar Kotev                                                    | Mezőnyverseny   | nem ért célba   | nem ért célba |
| Boyan Kotsev                                                     | Mezőnyverseny   | nem ért célba   | nem ért célba |
| Ognyan Toshev                                                    | Mezőnyverseny   | nem ért célba   | nem ért célba |
| Stoyan Georgiev Demirev Dimitar Kotev Boyan Kotsev Ognyan Toshev | Csapat időfutam | 2:26:20,48      | 17.           |

### Pálya-kerékpározás
Időfutam
| Versenyző      | Versenyszám  | Idő     | Helyezés |
| -------------- | ------------ | ------- | -------- |
| Boncho Novakov | Férfi egyéni | 1:11,73 | 18.      |

## Kosárlabda
| Bolgár férfi kosárlabdacsapat-játékoskeret                                                          | Bolgár férfi kosárlabdacsapat-játékoskeret                                                            |
| --------------------------------------------------------------------------------------------------- | --- |
| - Atanasz Atanaszov - Emanuil Gyaurov - Nikolay Ilov - Georgi Kanev - Petko Lazarov - Iliya Mirchev | - Georgi Panov - Lyubomir Panov - Viktor Radev - Tsvetko Slavov - Sztefan Sztojkov - Khristo Tsvetkov |

### Eredmények
Csoportkör
B csoport
| Csapat              | M | Gy | V | P+  | P–  | Pk |
| ------------------- | - | -- | - | --- | --- | -- |
| Csehszlovákia (TCH) | 3 | 2  | 1 | 201 | 192 | +9 |
| Jugoszlávia (YUG)   | 3 | 2  | 1 | 193 | 199 | –6 |
| Franciaország (FRA) | 3 | 1  | 2 | 187 | 190 | –3 |
| Bulgária (BUL)      | 3 | 1  | 2 | 209 | 209 | 0  |

| 1960. augusztus 26. 16:00 | Jugoszlávia (YUG) | 67 – 62 | Bulgária (BUL) |  |
| 1960. augusztus 26. 16:00 | (35 – 30)         |         |                |  |

| 1960. augusztus 27. 10:30 | Bulgária (BUL) | 75 – 69 | Csehszlovákia (TCH) |  |
| 1960. augusztus 27. 10:30 | (39 – 43)      |         |                     |  |

| 1960. augusztus 29. 20:00 | Franciaország (FRA) | 73 – 72 | Bulgária (BUL) |  |
| 1960. augusztus 29. 20:00 | (32 – 30)           |         |                |  |

- Bulgária a csoportmérkőzések után visszalépett.

| Csapat         | Helyezés |
| -------------- | -------- |
| Bulgária (BUL) | 16.      |

## Labdarúgás
| Bolgár labdarúgócsapat-játékoskeret                                                                                                | Bolgár labdarúgócsapat-játékoskeret                                                                                          |
| --- | --- |
| - Sztefan Abadzsiev - Nikola Canev - Spiro Debarski - Todor Diev - Ivan Dimitrov - Hriszto Iliev - Dimitar Jakimov - Sztojan Kitov | - Ivan Kolev - Nikola Kovacsev - Dimitar Largov - Manol Manolov - Georgi Najdenov - Georgi Yordanov Naydenov - Kiril Rakarov |

### Eredmények
Csoportkör
A csoport
| Csapat                    | M | Gy | D | V | G+ | G– | Gk | P |
| ------------------------- | - | -- | - | - | -- | -- | -- | - |
| Jugoszlávia               | 3 | 2  | 1 | 0 | 13 | 4  | +9 | 5 |
| Bulgária                  | 3 | 2  | 1 | 0 | 8  | 3  | +5 | 5 |
| Egyesült Arab Köztársaság | 3 | 0  | 1 | 2 | 4  | 11 | –7 | 1 |
| Törökország               | 3 | 0  | 1 | 2 | 3  | 10 | –7 | 1 |

| 1960. augusztus 26. 21:00 |

| Bulgária (BUL)         | 3–0               | Törökország |
| ---------------------- | ----------------- | ----------- |
| Diev 13' 58' Iliev 67' | (1–0) Jegyzőkönyv |             |

| Grosseto Nézőszám: 3 000 Játékvezető: Jonni (olasz) |

| 1960. augusztus 29. 16:00 |

| Bulgária (BUL)           | 2–0               | Egyesült Arab Köztársaság |
| ------------------------ | ----------------- | ------------------------- |
| Y. Naydenov 42' Diev 88' | (1–0) Jegyzőkönyv |                           |

| L’Aquila Nézőszám: 3 500 Játékvezető: Helge (dán) |

| 1960. szeptember 1. 21:00 |

| Bulgária (BUL)                | 3–3               | Jugoszlávia       |
| ----------------------------- | ----------------- | ----------------- |
| Kovacsev 59' Debarski 81' 89' | (0–0) Jegyzőkönyv | Galić 49' 57' 69' |

| Róma Nézőszám: 15 000 Játékvezető: Jonni (olasz) |

| Csapat         | Helyezés |
| -------------- | -------- |
| Bulgária (BUL) | 5.       |

## Lovaglás
Díjlovaglás
| Versenyző     | Ló     | Versenyszám | Selejtező | Selejtező | Döntő   | Döntő   | Végeredmény | Végeredmény |
| Versenyző     | Ló     | Versenyszám | Pont      | Hely.     | Pont    | Hely.   | Pont        | Helyezés    |
| ------------- | ------ | ----------- | --------- | --------- | ------- | ------- | ----------- | ----------- |
| Krum Lekarski | Edgard | Egyéni      | 799,0     | 16.       | kiesett | kiesett | 799,0       | 16.         |

Lovastusa
| Versenyző                                                   | Ló                            | Versenyszám | Díjlovaglás | Díjlovaglás | Tereplovaglás | Tereplovaglás | Díjugratás | Díjugratás | Végeredmény | Végeredmény |
| Versenyző                                                   | Ló                            | Versenyszám | Bünt.       | Hely.       | Bünt.         | Hely.         | Bünt.      | Hely.      | Bünt.       | Helyezés    |
| ----------------------------------------------------------- | ----------------------------- | ----------- | ----------- | ----------- | ------------- | ------------- | ---------- | ---------- | ----------- | ----------- |
| Mitko Milushev                                              | Gloria                        | Egyéni      | -169,00     | 63.         | nem ért célba | nem ért célba | kiesett    | kiesett    | kiesett     | kiesett     |
| Genko Rashkov                                               | Cratere                       | Egyéni      | -148,50     | 57.         | -15,20        | 18.           | -34,75     | 31.        | -198,45     | 19.         |
| Vasil Tsolov                                                | Egoist                        | Egyéni      | -163,00     | 61.         | -185,60       | 37.           | -22,75     | 28.        | -371,35     | 31.         |
| Konstantin Venkov                                           | Greibel                       | Egyéni      | -88,00      | 7.          | nem ért célba | nem ért célba | kiesett    | kiesett    | kiesett     | kiesett     |
| Mitko Milushev Genko Rashkov Vasil Tsolov Konstantin Venkov | Gloria Cratere Egoist Greibel | Csapat      | -399,50     | 13.         | nem ért célba | nem ért célba | kiesett    | kiesett    | kiesett     | kiesett     |

## Ökölvívás
| Versenyző         | Versenyszám  | Selejtező                   | 32-es főtábla                | Nyolcaddöntő             | Negyeddöntő                        | Elődöntő          | Döntő             | Helyezés |
| Versenyző         | Versenyszám  | Ellenfél Eredmény           | Ellenfél Eredmény            | Ellenfél Eredmény        | Ellenfél Eredmény                  | Ellenfél Eredmény | Ellenfél Eredmény | Helyezés |
| ----------------- | ------------ | --------------------------- | ---------------------------- | ------------------------ | ---------------------------------- | ----------------- | ----------------- | -------- |
| Stoyan Petkov     | Harmatsúly   | Jerry Armstrong (USA) · 0-5 | kiesett                      | kiesett                  | kiesett                            | kiesett           | kiesett           | 32.      |
| Dimitar Stoilov   | Könnyűsúly   | erőnyerő                    | Lee Gwang-Ju (KOR) · 1-4     | kiesett                  | kiesett                            | kiesett           | kiesett           | 17.      |
| Aleksandar Mitsev | Kisváltósúly | erőnyerő                    | Quincy Daniels (USA) · 0-5   | kiesett                  | kiesett                            | kiesett           | kiesett           | 17.      |
| Shishman Mitsev   | Váltósúly    | erőnyerő                    | Aurelio González (ARG) · 3-2 | Omrane Sadok (TUN) · 3-2 | Nino Benvenuti (ITA) · 0-5         | kiesett           | kiesett           | 5.       |
| Vasil Paparizov   | Középsúly    |                             | erőnyerő                     | Ion Monea (ROU) · 0-5    | kiesett                            | kiesett           | kiesett           | 9.       |
| Petar Spasov      | Félnehézsúly |                             | Johnny Ould (GBR) · 4-1      | Matti Aho (FIN) · 5-0    | Zbigniew Pietrzykowski (POL) · 0-5 | kiesett           | kiesett           | 5.       |

## Sportlövészet
Férfi
| Versenyző          | Versenyszám           | Selejtező | Selejtező | Selejtező | Döntő   | Döntő    |
| Versenyző          | Versenyszám           | Csoport   | Pont      | Helyezés  | Pont    | Helyezés |
| ------------------ | --------------------- | --------- | --------- | --------- | ------- | -------- |
| Dencso Denev       | Szabadpisztoly        | B         | 355       | 7.        | 532     | 24.      |
| Todor Kozlovszki   | Szabadpisztoly        | A         | 359       | 7.        | 532     | 25.      |
| Marcel Koen        | Sportpuska, fekvő     | A         | 391       | 3.        | 585     | 8.       |
| Velicsko Velicskov | Sportpuska, fekvő     | B         | 377       | 32.       | kiesett | =64.     |
| Velicsko Velicskov | Sportpuska, összetett | B         | 555       | 11.       | 1128    | 14.      |
| Ivan Lazarov       | Sportpuska, összetett | A         | 549       | 15.       | 1120    | 20.      |

## Súlyemelés
| Versenyző         | Versenyszám | Nyomás   | Nyomás   | Szakítás                 | Szakítás                 | Lökés                    | Lökés                    | Összesen | Helyezés |
| Versenyző         | Versenyszám | Eredmény | Helyezés | Eredmény                 | Helyezés                 | Eredmény                 | Helyezés                 | Összesen | Helyezés |
| ----------------- | ----------- | -------- | -------- | ------------------------ | ------------------------ | ------------------------ | ------------------------ | -------- | -------- |
| Kiril Georgiev    | 60 kg       | 95,0     | =11.     | 100,0                    | =7.                      | 130,0                    | =8.                      | 325,0    | 9.       |
| Ivan Yordanov     | 67,5 kg     | 100,0    | =24.     | érvényes kísérlet nélkül | érvényes kísérlet nélkül | kiesett                  | kiesett                  | kiesett  | kiesett  |
| Ivan Abadzsijev   | 75 kg       | 107,5    | 17.      | 122,5                    | 3.                       | 140,0                    | =12.                     | 370,0    | 12.      |
| Mikhail Abadzhiev | 75 kg       | 105,0    | =18.     | érvényes kísérlet nélkül | érvényes kísérlet nélkül | kiesett                  | kiesett                  | kiesett  | kiesett  |
| Petar Tacsev      | 82,5 kg     | 130,0    | =2.      | 125,0                    | =3.                      | 160,0                    | 6.                       | 415,0    | 6.       |
| Vladimir Savov    | 90 kg       | 110,0    | 20.      | 137,5                    | =2.                      | 165,0                    | 5.                       | 412,5    | 6.       |
| Ivan Veszelinov   | +90 kg      | 140,0    | =9.      | 130,0                    | 7.                       | érvényes kísérlet nélkül | érvényes kísérlet nélkül | kiesett  | kiesett  |

## Torna
Férfi
| Versenyző                                                                                         | Versenyszám      | Selejtező | Selejtező | Döntő    | Döntő    |
| Versenyző                                                                                         | Versenyszám      | Pontszám  | Helyezés  | Pontszám | Helyezés |
| ------------------------------------------------------------------------------------------------- | ---------------- | --------- | --------- | -------- | -------- |
| Todor Bacsvarov                                                                                   | Talaj            | 17,75     | =79.      | kiesett  | kiesett  |
| Todor Bacsvarov                                                                                   | Ugrás            | 16,90     | =106.     | kiesett  | kiesett  |
| Todor Bacsvarov                                                                                   | Korlát           | 18,40     | =42.      | kiesett  | kiesett  |
| Todor Bacsvarov                                                                                   | Nyújtó           | 18,20     | =59.      | kiesett  | kiesett  |
| Todor Bacsvarov                                                                                   | Gyűrű            | 18,35     | =49.      | kiesett  | kiesett  |
| Todor Bacsvarov                                                                                   | Lólengés         | 18,00     | =59.      | kiesett  | kiesett  |
| Todor Bacsvarov                                                                                   | Egyéni összetett |           |           | 107,60   | 69.      |
| Georgi Hrisztov                                                                                   | Talaj            | 17,80     | =77.      | kiesett  | kiesett  |
| Georgi Hrisztov                                                                                   | Ugrás            | 18,00     | =52.      | kiesett  | kiesett  |
| Georgi Hrisztov                                                                                   | Korlát           | 17,85     | =74.      | kiesett  | kiesett  |
| Georgi Hrisztov                                                                                   | Nyújtó           | 17,85     | =78.      | kiesett  | kiesett  |
| Georgi Hrisztov                                                                                   | Gyűrű            | 18,75     | =25.      | kiesett  | kiesett  |
| Georgi Hrisztov                                                                                   | Lólengés         | 16,00     | 103.      | kiesett  | kiesett  |
| Georgi Hrisztov                                                                                   | Egyéni összetett |           |           | 106,25   | =77.     |
| Ljuben Hrisztov                                                                                   | Talaj            | 17,35     | =92.      | kiesett  | kiesett  |
| Ljuben Hrisztov                                                                                   | Ugrás            | 18,15     | =43.      | kiesett  | kiesett  |
| Ljuben Hrisztov                                                                                   | Korlát           | 18,10     | =60.      | kiesett  | kiesett  |
| Ljuben Hrisztov                                                                                   | Nyújtó           | 18,50     | =38.      | kiesett  | kiesett  |
| Ljuben Hrisztov                                                                                   | Gyűrű            | 18,20     | =59.      | kiesett  | kiesett  |
| Ljuben Hrisztov                                                                                   | Lólengés         | 17,85     | =69.      | kiesett  | kiesett  |
| Ljuben Hrisztov                                                                                   | Egyéni összetett |           |           | 108,15   | 65.      |
| Velik Kapszazov                                                                                   | Talaj            | 18,25     | =46.      | kiesett  | kiesett  |
| Velik Kapszazov                                                                                   | Ugrás            | 17,95     | =58.      | kiesett  | kiesett  |
| Velik Kapszazov                                                                                   | Korlát           | 18,60     | =31.      | kiesett  | kiesett  |
| Velik Kapszazov                                                                                   | Nyújtó           | 18,70     | =26.      | kiesett  | kiesett  |
| Velik Kapszazov                                                                                   | Gyűrű            | 19,35     | 6.        | 19,425   | =        |
| Velik Kapszazov                                                                                   | Lólengés         | 18,30     | =42.      | kiesett  | kiesett  |
| Velik Kapszazov                                                                                   | Egyéni összetett |           |           | 111,15   | 20.      |
| Nikola Prodanov                                                                                   | Talaj            | 18,35     | =35.      | kiesett  | kiesett  |
| Nikola Prodanov                                                                                   | Ugrás            | 18,55     | =17.      | kiesett  | kiesett  |
| Nikola Prodanov                                                                                   | Korlát           | 17,80     | =78.      | kiesett  | kiesett  |
| Nikola Prodanov                                                                                   | Nyújtó           | 18,35     | =50.      | kiesett  | kiesett  |
| Nikola Prodanov                                                                                   | Gyűrű            | 18,15     | =66.      | kiesett  | kiesett  |
| Nikola Prodanov                                                                                   | Lólengés         | 17,50     | =80.      | kiesett  | kiesett  |
| Nikola Prodanov                                                                                   | Egyéni összetett |           |           | 108,70   | =56.     |
| Sztojan Sztojanov                                                                                 | Talaj            | 17,75     | =79.      | kiesett  | kiesett  |
| Sztojan Sztojanov                                                                                 | Ugrás            | 18,35     | =28.      | kiesett  | kiesett  |
| Sztojan Sztojanov                                                                                 | Korlát           | 18,80     | =19.      | kiesett  | kiesett  |
| Sztojan Sztojanov                                                                                 | Nyújtó           | 18,70     | =26.      | kiesett  | kiesett  |
| Sztojan Sztojanov                                                                                 | Gyűrű            | 18,75     | =25.      | kiesett  | kiesett  |
| Sztojan Sztojanov                                                                                 | Lólengés         | 15,85     | 104.      | kiesett  | kiesett  |
| Sztojan Sztojanov                                                                                 | Egyéni összetett |           |           | 108,20   | 64.      |
| Todor Bacsvarov Georgi Hrisztov Ljuben Hrisztov Velik Kapszazov Nikola Prodanov Sztojan Sztojanov | Csapat összetett |           |           | 546,60   | 11.      |

Női
| Versenyző | Versenyszám      | Selejtező | Selejtező | Döntő    | Döntő    |
| Versenyző | Versenyszám      | Pontszám  | Helyezés  | Pontszám | Helyezés |
| --- | ---------------- | --------- | --------- | -------- | -------- |
| Ivanka Dolzheva                                                                                              | Talaj            | 18,266    | =54.      | kiesett  | kiesett  |
| Ivanka Dolzheva                                                                                              | Ugrás            | 17,900    | 43.       | kiesett  | kiesett  |
| Ivanka Dolzheva                                                                                              | Felemás korlát   | 18,500    | 35.       | kiesett  | kiesett  |
| Ivanka Dolzheva                                                                                              | Gerenda          | 17,666    | 51.       | kiesett  | kiesett  |
| Ivanka Dolzheva                                                                                              | Egyéni összetett |           |           | 72,332   | 42.      |
| Rajna Grigorova                                                                                              | Talaj            | 18,566    | =35.      | kiesett  | kiesett  |
| Rajna Grigorova                                                                                              | Ugrás            | 17,800    | 52.       | kiesett  | kiesett  |
| Rajna Grigorova                                                                                              | Felemás korlát   | 18,866    | =17.      | kiesett  | kiesett  |
| Rajna Grigorova                                                                                              | Gerenda          | 18,666    | 9.        | kiesett  | kiesett  |
| Rajna Grigorova                                                                                              | Egyéni összetett |           |           | 73,898   | 18.      |
| Elisaveta Mileva                                                                                             | Talaj            | 18,032    | 71.       | kiesett  | kiesett  |
| Elisaveta Mileva                                                                                             | Ugrás            | 18,100    | 28.       | kiesett  | kiesett  |
| Elisaveta Mileva                                                                                             | Felemás korlát   | 17,900    | 61.       | kiesett  | kiesett  |
| Elisaveta Mileva                                                                                             | Gerenda          | 17,932    | 44.       | kiesett  | kiesett  |
| Elisaveta Mileva                                                                                             | Egyéni összetett |           |           | 71,964   | 50.      |
| Stanka Pavlova                                                                                               | Talaj            | 18,299    | =52.      | kiesett  | kiesett  |
| Stanka Pavlova                                                                                               | Ugrás            | 17,566    | =55.      | kiesett  | kiesett  |
| Stanka Pavlova                                                                                               | Felemás korlát   | 17,766    | 69.       | kiesett  | kiesett  |
| Stanka Pavlova                                                                                               | Gerenda          | 18,066    | =36.      | kiesett  | kiesett  |
| Stanka Pavlova                                                                                               | Egyéni összetett |           |           | 71,697   | 54.      |
| Tsvetanka Rangelova                                                                                          | Talaj            | 18,432    | =46.      | kiesett  | kiesett  |
| Tsvetanka Rangelova                                                                                          | Ugrás            | 18,366    | 19.       | kiesett  | kiesett  |
| Tsvetanka Rangelova                                                                                          | Felemás korlát   | 18,166    | =48.      | kiesett  | kiesett  |
| Tsvetanka Rangelova                                                                                          | Gerenda          | 17,032    | =72.      | kiesett  | kiesett  |
| Tsvetanka Rangelova                                                                                          | Egyéni összetett |           |           | 71,996   | 49.      |
| Saltirka Spasova-Tarpova                                                                                     | Talaj            | 18,266    | =54.      | kiesett  | kiesett  |
| Saltirka Spasova-Tarpova                                                                                     | Ugrás            | 17,266    | =65.      | kiesett  | kiesett  |
| Saltirka Spasova-Tarpova                                                                                     | Felemás korlát   | 18,666    | =24.      | kiesett  | kiesett  |
| Saltirka Spasova-Tarpova                                                                                     | Gerenda          | 17,866    | =45.      | kiesett  | kiesett  |
| Saltirka Spasova-Tarpova                                                                                     | Egyéni összetett |           |           | 72,064   | 45.      |
| Ivanka Dolzheva Rajna Grigorova Elisaveta Mileva Stanka Pavlova Tsvetanka Rangelova Saltirka Spasova-Tarpova | Csapat összetett |           |           | 364,920  | 8.       |

## Vívás
Férfi
| Versenyző       | Versenyszám  | Csoportkör | Csoportkör | Csoportkör | Csoportkör | Csoportkör | Csoportkör  | Csoportkör        | Csoportkör | Csoportkör        | Csoportkör | Helyezés    |
| Versenyző       | Versenyszám  | 1. kör | 1. kör     | 2. kör | 2. kör     | Negyeddöntő | Negyeddöntő | Elődöntő          | Elődöntő   | Döntő             | Döntő      | Helyezés    |
| Versenyző       | Versenyszám  | Ellenfél Eredmény | Hely.      | Ellenfél Eredmény | Hely.      | Ellenfél Eredmény | Hely.       | Ellenfél Eredmény | Hely.      | Ellenfél Eredmény | Hely.      | Helyezés    |
| --------------- | ------------ | --- | ---------- | --- | ---------- | --- | ----------- | ----------------- | ---------- | ----------------- | ---------- | ----------- |
| Asen Dyakovski  | Tőr, egyéni  | 5. csoport · Édouard Didier (LUX) · 5-1 · Harry Thuillier (IRL) · 5-1 · Jean Khayat (TUN) · 5-1 · Jesús Gruber (VEN) · 1-5 · Jürgen Brecht (EUA) · 3-5 · Mario Curletto (ITA) · 3-5 | 5.         | kiesett | kiesett    | kiesett | kiesett     | kiesett           | kiesett    | kiesett           | kiesett    | helyezetlen |
| Asen Dyakovski  | Kard, egyéni | 1. csoport · Augusto Gutiérrez (VEN) · 5-1 · Orlando Azinhais (POR) · 5-1 · Jean Khayat (TUN) · 5-3 · Claude Arabo (FRA) · 3-5 · Wilfried Wöhler (EUA) · nem vívtak                 | 3.         | 3. csoport · Wojciech Zabłocki (POL) · 5-4 · Helmuth Resch (AUT) · 5-2 · Jakov Rilszkij (URS) · 3-5 · Walter Köstner (EUA) · 4-5 · Emeric Arus (ROU) · 4-5         | 4.         | 1. csoport · Jürgen Theuerkauff (EUA) · 5-0 · Allan Kwartler (USA) · 5-0 · Claude Arabo (FRA) · 2-5 · Jerzy Pawłowski (POL) · 3-5 · David Tisler (URS) · 4-5 | 4.          | kiesett           | kiesett    | kiesett           | kiesett    | helyezetlen |
| Borisz Sztavrev | Kard, egyéni | 3. csoport · Tsugeo Ozawa (JPN) · 5-0 · Jacques Ben Gualid (MAR) · 5-2 · Jürgen Theuerkauff (EUA) · 2-5 · Ryszard Zub (POL) · 3-5                                                   | 3.         | 2. csoport · Alfonso Morales (USA) · 5-2 · Gerevich Aladár (HUN) · 4-5 · Wladimiro Calarese (ITA) · 3-5 · Jacques Roulot (FRA) · 4-5 · José Van Baelen (BEL) · 2-5 | 6.         | kiesett | kiesett     | kiesett           | kiesett    | kiesett           | kiesett    | helyezetlen |
| Borisz Sztavrev | Tőr, egyéni  | 3. csoport · Franck Delhem (BEL) · 5-4 · Leif Klette (NOR) · 5-2 · Allan Jay (GBR) · 3-5 · Jean Cerottini (SUI) · 4-5 · Tănase Mureșanu (ROU) · 2-5                                 | 5.         | kiesett | kiesett    | kiesett | kiesett     | kiesett           | kiesett    | kiesett           | kiesett    | helyezetlen |